# Vinted
Vinted er en webside og app, der formidler køb og salg af brugt tøj og sko samt boligvarer og elektronik. Virksomheden har hjemsted i Litauen og er den største digitale tøjbørs for brugt tøj i Europa med operationer i 23 lande og 80 millioner registrerede brugere.
Danske brugere på Vinted har adgang til at handle i Sverige, Finland og Polen. Vinted var ifølge en artikel i Politiken i april 2025 den meste downloadede app indenfor indkøbsgenren i Danmark foran den kinesiske handelsplatform Temu på andenpladsen. I alt havde Vinted på dette tidspunkt godt 80 millioner registrerede brugere og mere end 500 millioner varer til salg.

## Historie
Vinted blev stiftet i 2008 af de to litauere Milda Mitkute og Justas Janauskas. Mitkute skulle skaffe sig af med en del tøj i forbindelse med en flytning, og Janauskas programmerede en hjemmeside til formålet. Det udviklede sig til en professionel virksomhed.
Vinted blev i 2019 Litauens første såkaldte unicornvirksomhed, idet den blev værdisat til mere end én milliard dollars. I november 2024 blev virksomheden vurderet til en markedsværdi på 5 milliarder euro.
I marts 2024 købte Vinted den eksisterende danske digitale brugtbørs Trendsales, der efterfølgende lukkede i oktober samme år. Trendsales havde på det tidspunkt mere end en million danske brugere, som i stedet blev tilbudt at flytte over til Vinted. I sammenligning med Trendsales oplevede de danske brugere et anderledes og større udvalg på Vinted og lavere priser, men i en del brugeres øjne også lavere kvalitet af de tilbudte varer og af platformens sikkerhed og kundeservice.